# Shinkolobwe
Shinkolobwe este un oraș din Republica Democrată Congo.